# 日産・レッド&ブルーステージ

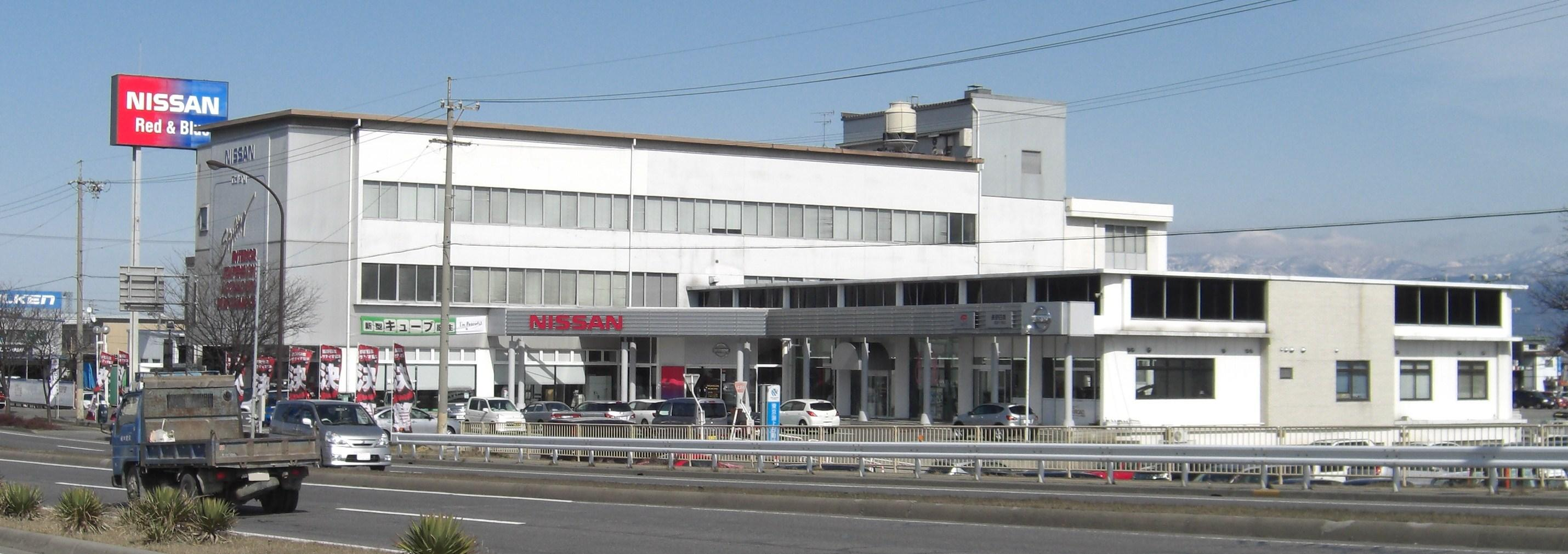
レッド&ブルーステージ店舗
（長野日産自動車 長野法人営業所）

日産・レッド&ブルーステージ（にっさん・レッド アンド ブルーステージ、NISSAN Red and Blue Stage）は、かつて存在した日産自動車の国内販売会社網の区分のひとつ。
ロゴマークの色は左半分が赤で右半分が青、中央部はグラデーションされている。ほか「日産・プリンス店」（スカイライン販売会社）、「日産・サティオ店」（サニー販売会社）、「日産・チェリー店」（パルサー販売会社）の販売ラインナップを統一させたことで誕生した日産・レッドステージ、　「日産店」（ブルーバード販売会社）、「モーター店」（ローレル販売会社。セドリックも取り扱っていた）の販売ラインナップを統一させたことにより誕生した日産・ブルーステージがある。レッド＆ブルーステージでは日産車全モデルが取扱われる。レッドステージ店、ブルーステージ店廃止に伴いレッド&ブルーステージも2007年に廃止され、日産・国内販売会社に統一された。

## 過去の販売会社

### 北海道地区
- 函館日産自動車株式会社
- 旭川日産自動車株式会社
- 帯広日産自動車株式会社
- 北見日産自動車株式会社

かつて存在した販売会社
- 釧路日産自動車株式会社（2009年12月に帯広日産自動車に統合）

### 東北地区
- 山形日産自動車販売株式会社

### 関東地区
- 茨城日産自動車株式会社
- 栃木日産自動車販売株式会社
- 日産カレスト幕張株式会社
- 日産カレスト座間株式会社

かつて存在した販売会社
- 日産フリート株式会社（旧・日産特販株式会社、2011年4月に日産自動車販売に商号変更）

### 中部地区
- 長野日産自動車株式会社
- 東愛知日産自動車株式会社
- 三河日産自動車株式会社

### 近畿地区
- 日産野田川販売株式会社

かつて存在した販売会社
- 日産京都北販売株式会社（2011年1月に京都日産自動車に合併）
- 日産キャブ販売株式会社（2007年4月に日産特販に合併）
- 日産但馬販売株式会社（2019年10月に兵庫日産自動車に吸収合併）

### 四国地区
- 高知日産プリンス販売株式会社
- 株式会社日産サティオ高知（旧・日産サニー高知販売株式会社）

### 九州地区
- 北九州日産モーター株式会社
- 鹿児島日産自動車株式会社